# Edward Inge
Edward Frederick Inge (* 7. Mai 1906 in Kansas City, Missouri; † 8. Oktober 1988) war ein US-amerikanischer Jazz-Klarinettist und -Saxophonist (Alt, Tenor) sowie Arrangeur des Swing.
Inge lernte ab zwölf Jahren Klarinette und arbeitete zunächst im Orchester von George Reynolds in Kansas City. In den 1920er Jahren spielte er bei Dewey Jackson, Art Sims and his Creole Roof Orchestra und Oscar Young. 1929 bis 1931 war er bei McKinney’s Cotton Pickers und von 1931 bis 1939 in der Band von Don Redman. 1940 bis 1943 gehörte er als Nachfolger von Don Byas zur Band von Andy Kirk.
Danach arbeitete er vor allem als Arrangeur. Seine Arrangements wurden von Louis Armstrong, Don Redman, Jimmie Lunceford und vielen anderen benutzt. Mitte der 1940er-Jahre  hatte er eine eigene Band in Cleveland und lebte und arbeitete ab den 1950er-Jahren im Raum Buffalo (New York). Er leitete dort eigene Bands und spielte bei Cecil Johnson in den 1960er-Jahren und  in den 1970er-Jahren bei C. Q. Price.
Inge nahm unter anderem mit Redman, Sims, Red Allen, McKinney´s Cotton Pickers, Lunceford, Benny Morton, Coleman Hawkins, Mary Lou Williams, den Mills Brothers, Cab Calloway und den Boswell Sisters auf.